# Paul Seymour (matemático)
Paul D. Seymour (Plymouth (Devon), 26 de julho de 1950) é um matemático britânico conhecido por seu trabalho em matemática discreta, especialmente teoria dos grafos. 

## Carreira
Ele (com outros) foi responsável por importantes progressos em matróides regulares e matrizes totalmente unimodulares, o teorema de quatro cores, menores e estrutura de grafos, a conjectura de grafos perfeitos, a conjectura de Hadwiger, grafos sem garras, χ-boundedness e a conjectura de Erdős-Hajnal. Muitos de seus trabalhos recentes estão disponíveis em seu site.
 

Seymour é atualmente professor de matemática na Universidade de Princeton. Ele ganhou uma bolsa Sloan em 1983, e o Prêmio Ostrowski em 2004; e (às vezes com outros) ganhou o Prêmio Fulkerson em 1979, 1994, 2006 e 2009, e o Prêmio Pólya em 1983 e 2004. Ele recebeu um doutorado honorário da Universidade de Waterloo em 2008, um da Universidade Técnica da Dinamarca em 2013, e um da École normale supérieure de Lyon em 2022. Foi palestrante convidado no Congresso Internacional de Matemáticos 1986 e palestrante plenária no Congresso Internacional de Matemáticos de 1994. Tornou-se membro da Royal Society em 2022.